# Urocolius
Urocolius là một chi chim trong họ Coliidae.